# Acacia amabilis
Acacia amabilis é uma espécie de leguminosa do gênero Acacia, pertencente à família Fabaceae.